# Hazon Leumi
Hazon Leumi (in ebraico חזון לאומי‎?, lett. “Visione Nazionale”) è un'organizzazione non governativa israeliana fondata nel 2013, attiva in Israele e all'estero. L'organizzazione promuove attività formative e programmi di approfondimento su temi legati al sionismo, alla lotta contro l'antisemitismo, all'eredità ebraica e a correnti di pensiero conservatrici nei campi dell'economia, della giurisprudenza e della società.

## Storia

### Fondazione
L'organizzazione è stata fondata nel 2013 da un gruppo di attivisti guidati da Ariel Kallner, esponente della destra religiosa israeliana. L'obiettivo dichiarato era quello di formare una nuova generazione di leader con una visione sionista, ebraica e nazionale. Dopo essere stato eletto alla Knesset, Kallner ha lasciato la guida dell'organizzazione, sostituito da Dor Charlap.

### Attività
L'attività principale dell'organizzazione consiste in programmi annuali destinati a giovani e studenti universitari. Tali programmi includono conferenze settimanali, laboratori e visite guidate. Il programma di Leadership pubblica include corsi di approfondimento su ideologie politiche, economia, società e pensiero sionista e liberale-conservatore.
Hazon Leumi organizza regolarmente tour per gruppi di studenti e per il pubblico in generale in diverse località, come Tel Aviv sud (in collaborazione con Shafi Paz), Samaria, Hebron e Gerusalemme. Tra i relatori fissi del programma vi sono noti accademici e personalità pubbliche come il dott. Mordechai Kedar, il generale in riserva Uzi Dayan, il dott. Gadi Taub, il prof. Gustavo Perednik, Yoram Ettinger, Eran Bartal, il rabbino Chaim Navon e Yehuda Yifrach.
L'organizzazione tiene anche una cerimonia annuale per commemorare l'affondamento della nave Altalena.
Durante la guerra Spade di Ferro (2023), l'organizzazione ha condotto campagne di comunicazione pubblica a sostegno di Israele, sia a livello nazionale che internazionale.